# Bergschaft

Die Alp Bach oberhalb Grindelwald, Aquatinta nach Caspar Wolf (1784)

Bergschaft bezeichnet in der Schweiz, insbesondere im Kanton Bern, eine Alpkorporation.
Bergschaften als korporative Gemeinschaften zur Bewirtschaftung von Alpweiden existieren in den Gemeinden Grindelwald, Gündlischwand und Habkern. Das Gebiet der Bergschaften deckt sich nicht mit den Marchen der Einwohnergemeinden. Der Alprat oder Alppräsident übt den Vorsitz aus, der Bergschreiber übernimmt die Aufgaben eines Geschäftsführers, die Finanzverwaltung übt der Kassier aus.
In den Einunge und Satzunge ze Grunde und an den Alpen Bach, Grindel, Holzmatten, Scheidegge, Wergistal, Intremen und zu Gletscher ordnete Propst Niklaus 1404 erstmals schriftlich die Alp-Weideverhältnisse der Talschaft Grindelwald. Die Alp Bussalp war hiervon ausgenommen, da sie sich in habsburgischem Besitz befand. 1538 fassten die Talleute bestehende Regelungen in der Taleinung zusammen. Die Bergrechte waren von da an (bis heute) an den Grundbesitz im Tal gebunden und durften nicht an Ortsfremde veräussert werden. Die bestehenden sieben Bergschaften Itramen, Wärgistal, Scheidegg, Grindel, Bach, Holzmatten und Bussalp erhielten in der frühen Neuzeit kommunalen Charakter, wurden Gemeinde genannt und bezahlten an die Talschaft jährlich die sogenannten Landkosten, und existieren heute als Körperschaften nach dem Gesetz betreffend die Einführung des Schweizerischen Zivilgesetzbuches vom 28. Mai 1911 (Art. 20). Die Talschaft (Taleinung) Grindelwald gliedert sich in die Bergschaften Bussalp, Holzmatten, Bach, Grindel, Scheidegg, Wärgistal und Itramen.